# اندیس آنومالی شادمان
آنومالی شادمان یک اندیس فلزی است که در حوالی شهر فرومد استان خراسان قرار دارد و مادهٔ معدنی موجود در آن، طلا است. سنگ میزبان این اندیس سنگ‌آهک ماسه‌ای، پریدوتیت، دیاباز است